# Óscar Salazar
Óscar Francisco Salazar Blanco (* 3. November 1977 in Mexiko-Stadt) ist ein mexikanischer Taekwondoin.
Er gewann 1996, 1998 und 2002 Gold bei den Panamerika-Meisterschaften, 2000 Silber beim World Cup und bei der Weltmeisterschaft 1997 belegte er den dritten Platz. Bei den Olympischen Spielen 2004 in Athen belegte er in der Gewichtsklasse bis 58 kg den zweiten Platz. Für seine Platzierung bei Olympia bezieht er ein lebenslanges Stipendium des mexikanischen Staates. Seine Schwester Iridia Salazar Blanco ist ebenfalls eine erfolgreiche Taekwondoin.